# Форт-Роуд-Бридж
Форт-Роуд (англ. Forth Road Bridge) — висячий автодорожный мост через эстуарий Ферт-оф-Форт, соединяет Эдинбург и Файф. Расположен рядом с железнодорожным мост через Ферт-оф-Форт.

## История

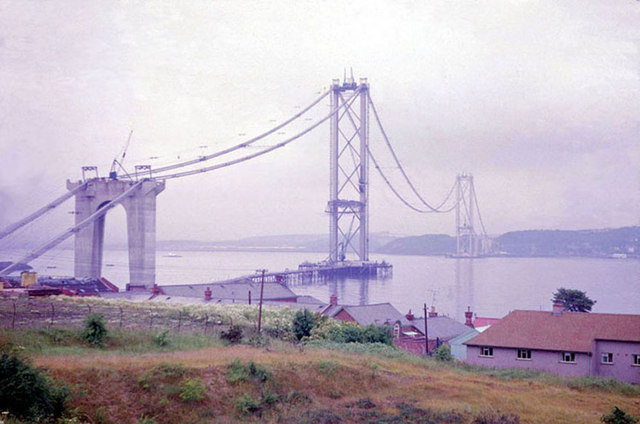
Строительство моста, июль 1962 года

В феврале 1958 года был утвержден проект строительства моста, работы начались в сентябре того же года. Проектирование моста выполнили компании Mott, Hay and Anderson и Freeman Fox and Partners. Строительные работы выполняли компании Sir William Arrol & Co., Cleveland Bridge & Engineering Company и Dorman Long. Инженером-конструктором был Джон Александр Кинг Гамильтон.
Мост был открыт королевой Елизаветой II и герцогом Эдинбургским 4 сентября 1964 года. После открытия моста паромное сообщение было прекращено. Общая стоимость проекта составила 19,5 млн. фунтов стерлингов. На момент
открытия это был самый длинный металлический висячий мост в Европе, а с момента открытия до 2017 года также являлся самым высоким мостом в стране. 
Решением Шотландского парламента с 11 февраля 2008 года проезд по мосту стал бесплатным. В период с 2010 по 2013 гг. трафик через мост составил более 22 млн. автомобилей в год.
5 сентября 2017 года весь трафик был переведен на новый мост Квинсферри Кроссинг. Это позволило закрыть мост Форт-Роуд для ремонта, а также для проведения ремонтных работ на подъездных путях. С 1 февраля 2018 года Форт-роуд открыт только для автобусов, такси, велосипедистов и пешеходов.

## Конструкция

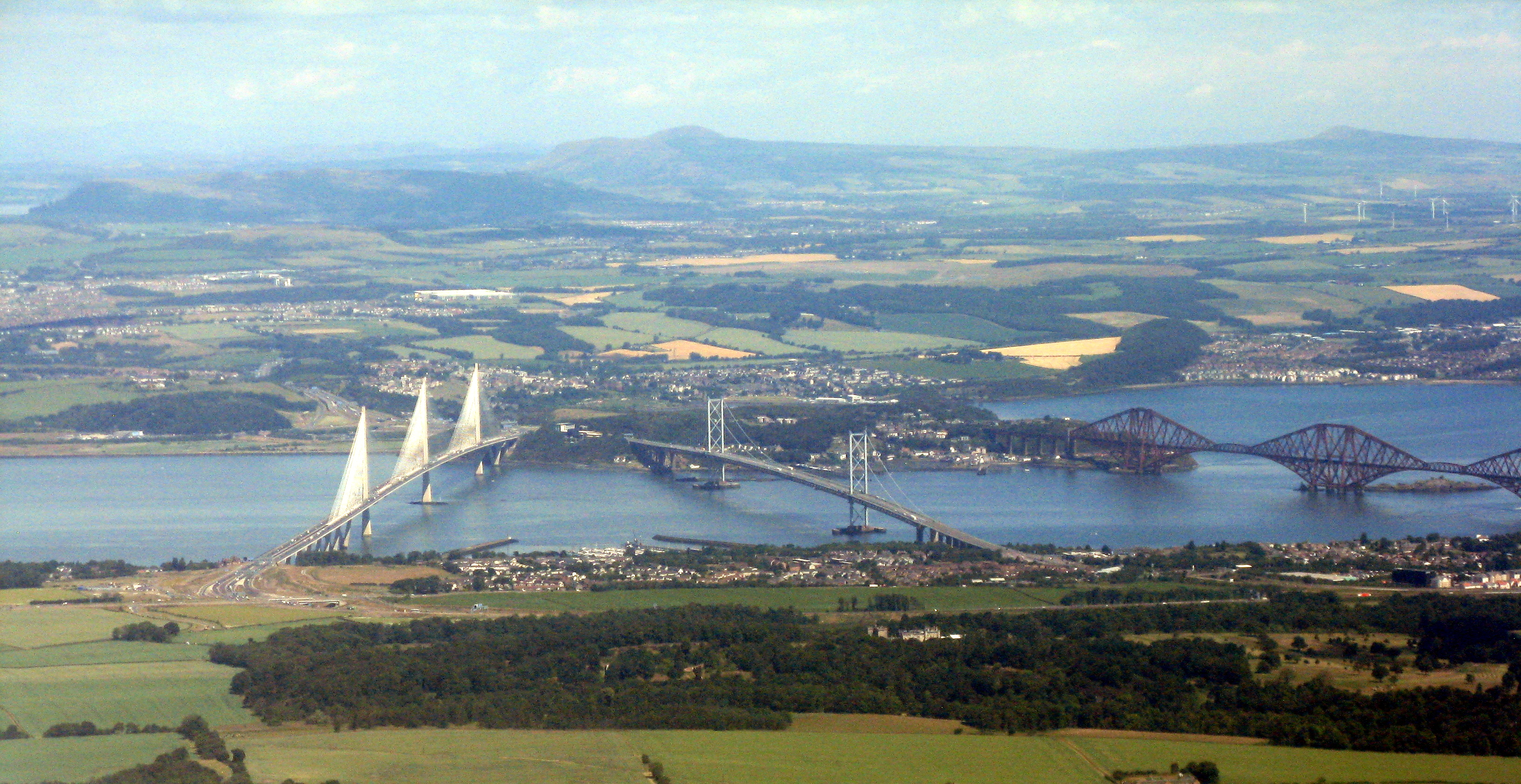
Слева направо: Квинсферри Кроссинг, Форт-Роуд и Форт-Бридж

Мост трехпролетный висячий. Схема пролетов 480,4 + 1006 + 408,4 м. Пилоны высотой 156 м состоят из 132 сварных коробчатых блоков из высокопрочной стали сечением 14,З х З,7 х 1,5 м. Расстояние между пилонами по ширине моста равно 23,5 м. 
Кабели моста общим диаметром 59,7 см состоят из 37 прядей по 314 проволок в каждой. Всего в кабеле 11618 параллельных проволок, каждая диаметром 4,8 мм. Необходимую жесткость пролетному строению придают неразрезные балки жесткости, связанные между собой поперечными балками. Неразрезная балка жесткости состоит из двух сквозных ферм высотой 9,15 м, расположенных на расстоянии 23,8 м друг от друга. Вертикальные подвески прикреплены к поперечным балкам. 
Длина моста составляет 2512 м, ширина моста — 33 м (из них ширина проезжей части равна 23,7 м), высота над водой — 44 м.
Мост предназначен для движения автотранспорта, велосипедистов и пешеходов. Мост имеет две проезжие части шириной по 7,3 м с разделительной полосой, две велосипедные дорожки по 2,7 м и два тротуара по 1,8 м. Покрытие проезжей части асфальтобетонное, уложенное по стальному листу.

Легкий, светлый новый мост висел на тонких трубах, которые казались нитями, он был паутинно натянут над блеском воды, вместо мощности в нем была невесомость; он поражал не сложностью, а простотой. Инженерная мысль, расчеты, формулы — все было спрятано, сведено в минимум линий, и те казались лишь рисунком.
— 